# Maria Jane Taylor
Maria Jane Taylor   (Malaca, 16 de gener de 1837 - Zhenjiang, 23 de juliol de 1870) fou una missionera britànica, cristiana protestant, a la Xina, coneguda com «la mare» de la Missió a l'Interior de la Xina (CIM, de l'anglès China Inland Mission) juntament amb el seu marit James Hudson Taylor, que en va ser el fundador. Hi fou missionera i educadora pionera durant dotze anys (en els períodes 1852-1860 i 1866-1870). El 1858 es casà amb Taylor i en fou una assistent inestimable que hi influí força. En el temps que passà en la CIM, fou cabdal en la formació de dones solteres per a ser missioneres a la Xina, en un temps en què les oportunitats d'una dona per a ésser missionera estaven condicionades a tenir un marit que en fos, de missioner.

## Orígens britànic i malai
Maria fou la filla més jove del reverend Samuel Dyer i la seva esposa Maria Tarn, de la Societat Missionera de Londres (London Missionary Society), que foren missioners pioners entre els xinesos de Penang, Malàisia i Malaca, lloc en què ella nasqué. Tenia ja dos anys quan la família va viatjar a Anglaterra i l'estada hi fou molt breu; ella sempre digué que casa seva era la Xina.
El pare morí el 1843, mentre s'estava a Macau, quan ella sols comptava sis anys. La mare es casà en segones núpcies, però també morí el 1846 en la missió de Penang. Després de la mort dels pares, ella, el seu germà i la seva germana visqueren en Anglaterra, on van ser criats per un oncle matern, i tots tres acabaren sent missioners a la Xina.

## Vida en Ningbo
El 1853, a l'edat de setze anys, Maria Dyer viatjà a la Xina amb la seva germana Burella, que hi anava per ajudar en una escola per a nenes de Ningbo, dirigida per Mary Ann Aldersey, una de les primeres dones missioneres en la Xina, que a més havia estat amiga de la seva mare. Les dues sabien una mica de xinès, que havien après els anys viscuts a la Xina, i durant el viatge també el van estudiar. A Ningbo conegué Hudson Taylor, amb qui es casà el 1858, tot i la forta oposició d'Aldersey que el considerava inacceptable perquè era un missioner que no era capellà ni tenia cap títol acadèmic. A més vestia a l'estil xinès. Però els tutors de maria Dyer eren els seus oncles d'Anglaterra i van escriure una carta en què donaven el seu vistiplau al casament.
Maria Taylor tenia una educació més bona que el seu marit i pertanyien a classes socials diferents. Donat que entenia i parlava amb fluïdesa la variant xinesa de Ningbo de seguida va poder començar a treballar en una petita escola bressol, a més, d'ajudar en l'escola que dirigia Aldersey.
Els Taylor adoptaren un nen de nom Tian-Xi, a més de continuar tenint cura de cinc altres nois i una noia —Ensing— que en Taylor ja tenia a càrrec seu. El primer fill propi de la parella morí a la darreria del 1858. Llur primera filla supervivent, Grace Dyer Taylor, nasqué el 1859 i, poc després del naixement, els Taylor s'ocuparen de totes les operacions de l'hospital de Ningbo que fins llavors havien estat dirigides per William Parker, correligionari de Taylor. Es trobaven desbordats pel treball i el seu marit, a més, va emmalaltir. Els feia falta algú que els ajudés i ell va escriure als seus pares per demanar-los si coneixien homes joves i devots que estiguessin disposats a ajudar-los en la missió.
El juliol de 1860 els Taylor van marxar a Anglaterra perquè la salut de Hudson Taylor es refés i amb l'esperança de poder trobar-hi les persones per ajudar-los a la Xina. Els va acompanyar un nadiu xinès per ajudar-los en la traducció de textos i per ajudar-los a ensenyar xinès als col·laboradors que poguessin trobar. En necessitarien cinc, pel cap baix. Els Taylor pensaven retornar aviat a la Xina, però el metge va indicar a Hudson Taylor que, de moment, la seva salut li impossibilitava tornar-hi.
Llur segon fill, un noi, fou Herbert Hudson Taylor i nasqué en Londres el 1861; la resta dels fills foren: Frederick Howard Taylor (1862), Samuel Dyer Taylor (1864) i Jane Dyer Taylor (1865, va morir un hora després de néixer).
A Londres, Maria Jane Taylor ajudà el seu marit a escriure el llibre China's spiritual need and claims, publicat el 1865,que tingué un enorme impacte en les missions cristianes del segle xix i del qual es van fer moltes edicions.

## Retorn a la Xina
El 26 de maig del 1866, després de cinc anys d'estada a Anglaterra, els Taylor, amb les quatre criatures i un nou equip de missioners, tornaren a la Xina en el veler Lammermuir, en el qual en els armador van oferir el passatge gratuït al grup de missioners. En el grup hi havia, deu dones: una hi anava per tenir cura de la mainada dels Taylor i una altra anava a reunir-se amb la seva mare, que vivia a Ningpo; les altres, entre els vint i els trenta anys, van ser de gran utilitat a la missió perquè les dones xineses hi confiaven i les deixaven entrar a casa seva. Una travessia de quatre mesos que, per a l'època, era considerada curta, per bé que en el mar de la Xina del sud com en l'oceà Pacífic el vaixell gairebé s'enfonsà a causa de dos tifons. Arribaren sans i estalvis a Xangai el 30 de setembre del 1866, però amb el vaixell molt malmès.
L'arribada del contingent de missioners més gros enviat mai a la Xina —així com el fet de voler anar vestits amb robes xineses— donà a la colònia estrangera establerta a Xangai molt a parlar; fins i tot, per primera vegada Maria Jane Taylor vestia com les dones xineses.
Viatjaren pel Gran Canal avall per establir un primer assentament en la ciutat de Hangzhou, devastada per la guerra, on van arribar el 27 de novembre de 1866. En acabar l'any ja havien establert quatre assentaments.
Amb l'any 1868 Els Taylor tingueren un altre fill (Charles) i el 1870, a causa de la perillosa situació que vivien a la Xina, prengueren la difícil decisió d'enviar els quatre fills majors a Anglaterra. El mes de febrer, però, un d'ells —Samuel— emmalaltí sobtadament. Els altres tres partiren cap a Anglaterra el 23 de març.
El 5 de juliol de 1970 Maria Jane Taylor emmalaltí de còlera i dos dies més tard infantà un altre fill, Noel, que va morir poc després, el 20 de juliol. La mateixa Maria Jane Taylor moria tres dies més tard, el 23 de juliol, a causa del còlera contret a començament de mes. El seu traspàs colpí fortament el seu marit i el 1871, amb la pròpia salut molt deteriorada, retornà a Anglaterra per a refer-se i cuidar-se d'afers de negocis relacionats amb la tasca missionera.
Hudson Taylor, qui es morí el 1905, demanà d'ésser enterrat en el mateix petit cementiri protestant de Zhenjiang on inhumaren na Maria, al seu costat. Aquest cementiri fou destruït durant la Revolució Cultural xinesa pels Guardians Roigs com a part de la campanya de destrucció dels Quatre Antics. Actualment hi ha un edifici industrial sobre l'emplaçament.
Dels nou infants que tingueren Maria Jane i Hudson Taylor, tres moriren en l'infantament i dos durant la infantesa. Els quatre fills que arribaren a l'adultesa esdevingueren missioners en la CIM i l'única filla supervivent, na Maria Hudson Taylor, fou cabdal per a aconseguir que moltes dones xineses es convertissin al cristianisme.